# Salatiu, Cluj
Salatiu (în maghiară Szilágytó) este un sat în comuna Mintiu Gherlii din județul Cluj, Transilvania, România.

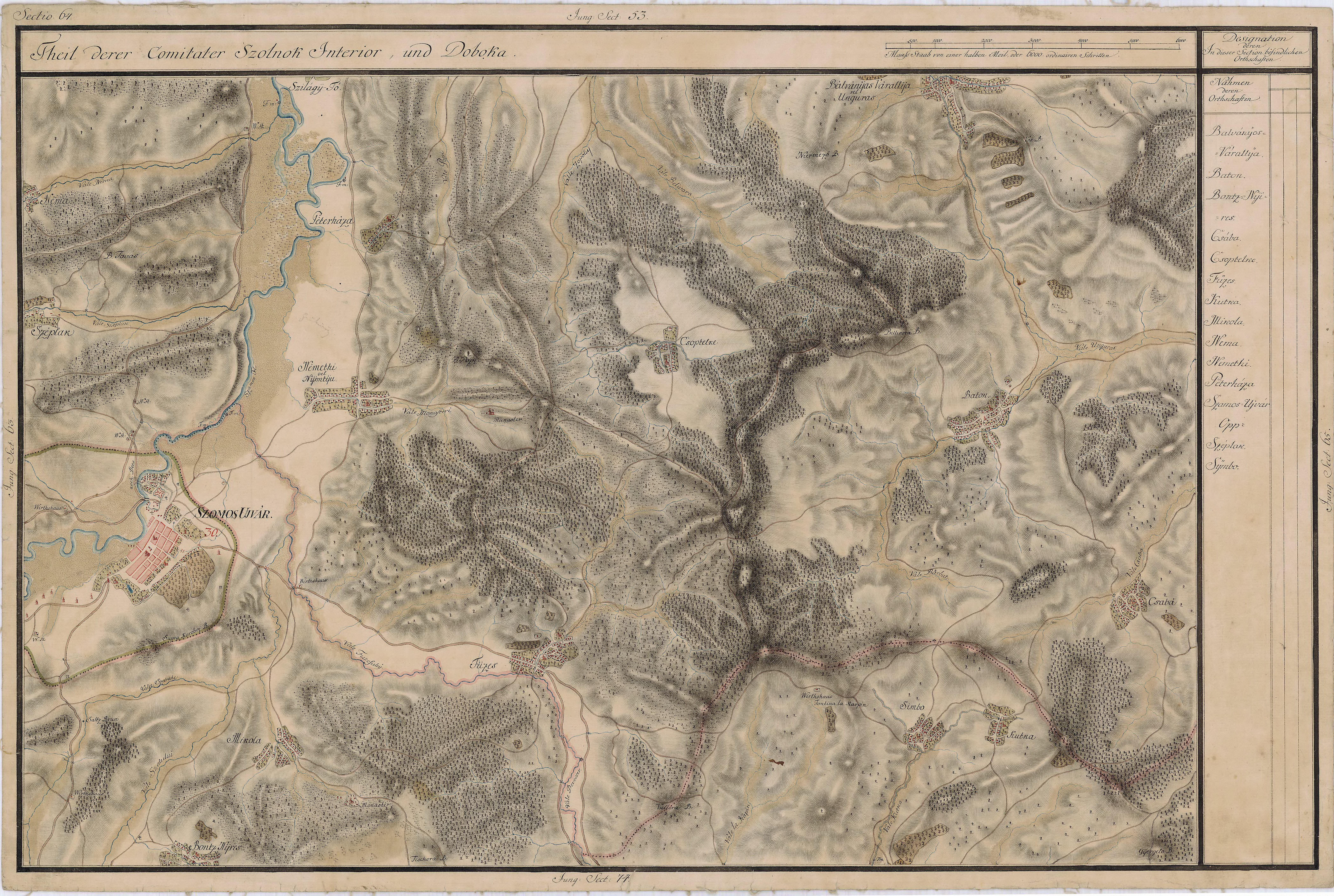
Salatiu pe Harta Iosefină a Transilvaniei, 1769-1773

## Date geologice
În subsolul localității se găsește un masiv de sare.
Pe teritoriul acestei localități se găsesc izvoare sărate, saramura fiind întrebuințată din vechi timpuri de către localnici. 